# Mary Anne Tauskey
Mary Anne Tauskey (née le 3 décembre 1955 à Suffern) est une cavalière américaine.

## Biographie
Mary Anne Tauskey est membre de l'équipe olympique des États-Unis de concours complet aux Jeux olympiques d'été de 1976 à Montréal et remporte la médaille d'or en concours complet par équipes avec Edmund Coffin, John Michael Plumb et Bruce Davidson.